# Olympische Sommerspiele 2000/Teilnehmer (Irak)
| Gelbes Symbol für Goldmedaillen mit stilisierten Olympischen Ringen | Graues Symbol für Silbermedaillen mit stilisierten Olympischen Ringen | Braundes Symbol für Bronzemedaillen mit stilisierten Olympischen Ringen |
| ------------------------------------------------------------------- | --------------------------------------------------------------------- | ----------------------------------------------------------------------- |
| —                                                                   | —                                                                     | —                                                                       |

Der Irak nahm an den Olympischen Sommerspielen 2000 in Sydney mit einer Delegation von vier Athleten, zwei Männer und zwei Frauen, an vier Wettkämpfen in zwei Sportarten teil. Es konnten dabei keine Medaillen gewonnen werden.

## Teilnehmer nach Sportarten

### Leichtathletik
| Männer - Shihab Houna Murad 5000 Meter: Vorläufe | Frauen - Maysa Hussein Matrood 5000 Meter: Vorläufe |

### Schwimmen
| Männer - Mohammed Ahmed 50 Meter Freistil: 64. Platz | Frauen - Noor Haki 50 Meter Freistil: 71. Platz |